# Otto Pannek
Otto Pannek (* 26. Dezember 1840 in Waplitz, Ostpreußen; † nach 1878) war ein deutscher Rittergutsbesitzer und Mitglied des Deutschen Reichstags.

## Leben

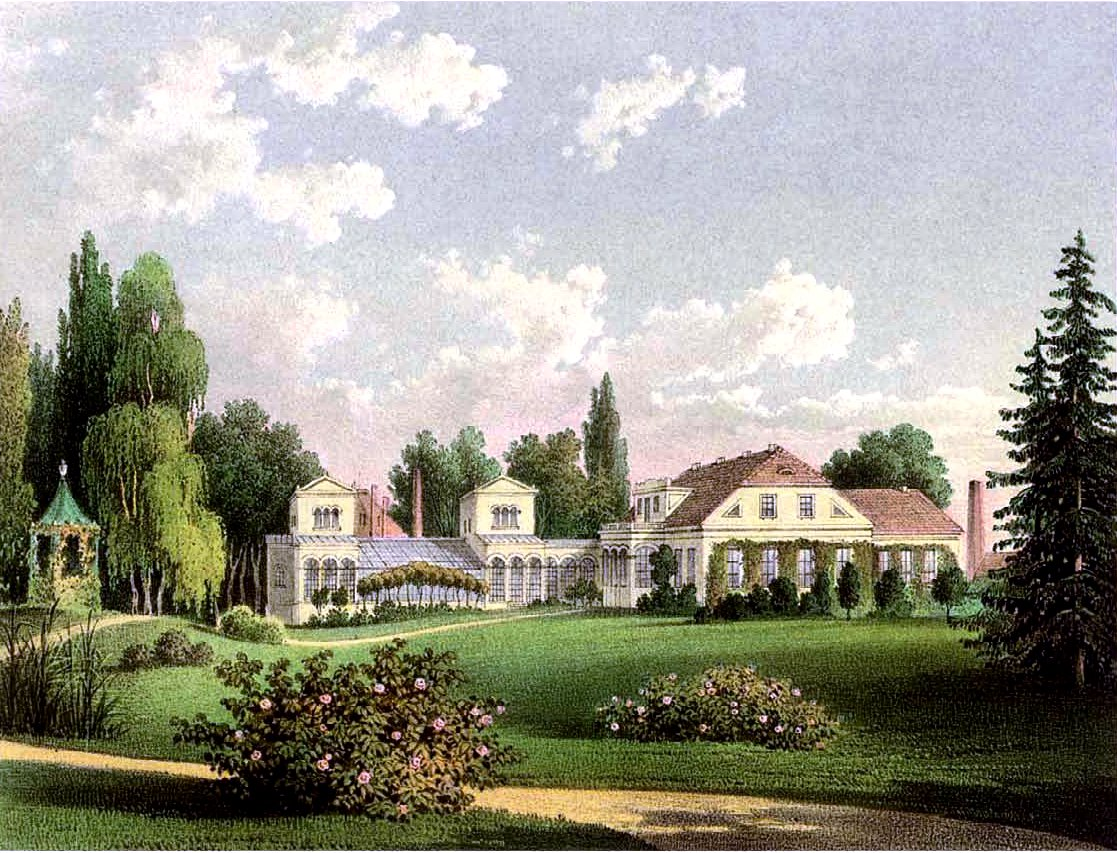
Rittergut Waplitz um 1860, Sammlung Alexander Duncker

Grobe besuchte das Gymnasium in Hohenstein in Ostpreußen und widmete sich der Landwirtschaft auf seinem Rittergut auf Waplitz samt den Vorwerken Gärtringen (bis vor 1933 Gay bei Hohenstein) und Jakobsthal (beide heute nicht mehr existent) sowie der Mühle Freudenthal (polnisch Ruda Waplewska), weiter war er Amtsvorsteher.
Von 1877 bis 1878 war er Mitglied des Deutschen Reichstags für den Reichstagswahlkreis Regierungsbezirk Königsberg 8 und die Deutsche Fortschrittspartei.